# デイビッド・カトー
デイビッド・カトー・キスル（英: David Kato Kisule、1964年 - 2011年1月26日）は、ウガンダの教師でLGBT権利活動家である。ウガンダで初めてのオープンリーゲイとして知られ、ウガンダの同性愛権利運動の父と評される。デイビッドはセクシャル・マイノリティーズ・ウガンダ（SMUG）で政策提言の活動を行なっていた。デイビッドは、自身の名前と写真を同性愛者であるとして掲載し、処刑を呼びかけたタブロイド誌に対する裁判で勝訴した が、直後に自宅で殺害された。

## 生い立ち
ムコノ県ナマタバ町ナカワラ村のキスレ一族に生まれ、双子の下の子だったため「カトー」と名付けられた。キングス・カレッジ・ブドとキャンボゴ大学で教育を受け、ジンジャ近郊のニジェール市にあるナイル職業訓練校などで教鞭をとった。ここで自分の性的指向を自覚し、その後1991年に無給で解雇された。その後、双子の兄であるジョン・マルンバ・ワスワにカミングアウトした。
その後、南アフリカ共和国のヨハネスブルグで数年間教鞭をとった。当時のヨハネスブルグはアパルトヘイトから多民族民主主義への移行期にあり、アパルトヘイト時代のソドミー法が廃止され、LGBTの権利が拡大していた。このことに影響を受け、デイビッドは1998年にウガンダに帰国後、記者会見でカミングアウトを決意する。しかしこの行動により逮捕され、1週間警察に拘束される。2002年、マサカにセント・ハーマン・ンコニ・ボーイズ小学校が設立され、デイビッドは教員として勤務した。

## SMUGとの関わり
デイビッドは、ウガンダの草の根のLGBT権利運動に深く関わり、2004年3月3日にSMUGの創設メンバーの一人となった。
カンパラ在住の米国外交官によって書かれ、後にウィキリークスによって公開された一連の機密文書によると、デイビッドは2009年11月、国連が資金提供した人権に関する会議で発言している。この会議でデイビッドはLGBTの権利の問題とウガンダ国内のLGBT排除について語ったが、ウガンダ人権委員会のメンバーはこのスピーチの間「公然と冗談を言ったり、鼻で笑ったり」していた。ウガンダは当時、同性愛者を死刑に処すという内容の反同性愛法案が議論されていた。この法案の主要な提案者であるデビッド・バハティ議員が、警察監察官にデイビッドを逮捕するよう命じたという噂が流れ、デイビッドとSMUGの他の参加メンバーは講演を終えた後すぐに会場を離れなくてはならなかった。バハティはその後、会議場で「同性愛に対する暴言」を吐き、大喝采を浴びた。また、福音主義キリスト教の聖職者マーティン・セムパはテーブルにこぶしを叩きつけて、バハティの発言に同意した。2010年になるとウガンダの反同性愛法案をめぐる情勢が深刻化したため、デイビッドは学校の教師を辞め、SMUGの活動に専念しなくてはならなくなった。デイビッドはその後、英国のヨーク大学にある応用人権センターから1年間のフェローシップを与えられた。このセンターは、脆弱な立場に置かれた人権活動家たちが自国での迫害から逃れるために共同体を提供していた。

## ローリング・ストーン誌との裁判
2010年10月にウガンダのタブロイド紙『ローリング・ストーン』は、同性愛者であるとして100人の実名と写真を掲載し、処刑を呼びかける記事を掲載した。デイビッドは、この100人のうちの一人であった。デイビッドと、同じく記事に掲載された他の2人のSMUGメンバー、カーシャ・ナバゲセラとペペ・ジュリアン・オンジエマは同新聞社を提訴し、同性愛者と思われる人々の名前と写真を掲載しないよう求めた。写真は「彼らを吊るせ」という見出しで掲載され、個人の住所まで添えられていた。
この訴えは2010年11月2日に認められ、新たに100人の同性愛者の写真や名前を掲載しようとしていた同社に対し、裁判所はリストの公開を一時的に停止するよう命じた。判決に対し、同紙の編集長ジャイルズ・ムハメは
「同性愛者に対する戦争はこれからも続くし、続けなければならない。この汚い同性愛の侮辱から子供たちを守らなければならないのです」
とコメントしている。2011年1月3日、高等裁判所のV. F. Kibuuka Musoke判事は、ローリングストーン社がリストを公表し暴力を扇動したことが、デイビッドやその他の人々の「基本的権利と自由」を脅かし、人間としての尊厳に対する権利を攻撃し、プライバシーに対する憲法上の権利を侵害していると判決を下した。裁判所はローリングストーン社に対して、デイビッドと他の2人の原告にそれぞれ150万ウガンダシリング（2012年5月現在、約600米ドル）を支払うよう命じた。

## 殺害
2011年1月26日午後2時頃、デイビッドはムコノ町ブクサの自宅で男に襲われ、ハンマーで頭部を二回殴られ、カヲロ総合病院に搬送される途中で死亡した。男はその後、徒歩で逃走した。デイビッドの同僚は、裁判での勝利以来、デイビッドに対する脅迫や嫌がらせが増えたと話していたことに注目し、彼の性的指向とLGBT権利活動が殺害の動機になったと見ている。
デイビッドと一緒に裁判を担当したジョー・オロカ・オニャンゴは「日中に起こるのは非常に奇妙で、計画された殺害事件だったことを示唆している」と述べた。ニューヨーク・タイムズとシドニー・モーニング・ヘラルドの報道によると、この殺人がデイビッドのセクシュアリティと関連していることかどうかは不明である。ヒューマン・ライツ・ウォッチとアムネスティ・インターナショナルは、この事件に対する綿密で公平な調査と、ゲイ活動家の保護を要求している。ウガンダの倫理・誠実担当大臣であるJames Nsaba Buturoは「同性愛者は人権を忘れてもいい」と発言している。

### 容疑者の逮捕
警察の広報担当者は当初、デイビッドの殺害について、この地域で過去2カ月間に少なくとも10人を殺害したとされる強盗犯の犯行であるとした。警察はデイビッドの運転手である容疑者1人を逮捕し、2人目の犯人を捜した。2011年2月2日、警察はシドニー・ンスブガ・エノクの逮捕を発表し、彼が殺人を自白したと述べた。警察の広報担当者はエノクを「有名な泥棒」で地元の庭師と説明し、エノクの動機とされるものについては「強盗ではなく、デイビッドが活動家だからでもない。個人的な意見の相違だったが、それ以上は言えない」と述べた。
ある警察関係者はウガンダ・モニターに対して、エノクがデイビッドを殺害したのは、デイビッドが性的行為の対価を支払わなかったためだと主張し、この主張は、駐ベルギーウガンダ大使が欧州議会のJerzy Buzek議長にあてた手紙の中でも繰り返された。ウガンダ大使はその後、欧州議会への書簡の中で、デイビッドが先に「彼の売春婦」を刑務所から出すために金を払ったが、その後、性交渉のために金を払うことを拒否したため彼に襲われたとの説明を繰り返した。

### 有罪判決
エノクは逮捕され、2011年11月10日に懲役30年の判決を言い渡された。殺害動機は強盗だった。

### 葬儀
デイビッドの葬儀は2011年1月28日、ナカワラで行われた。葬儀には、家族、友人、仲間の活動家が参列した。多くの人々が、表面にデイビッドの写真、背面にポルトガル語の「la [sic] luta continua」（闘いは続く）とプリントし、袖にはレインボーフラッグをあしらったTシャツを着ていた。葬儀の最中、英国国教会のトマス・ムソケ牧師は、参列した同性愛者らをソドムとゴモラになぞらえて説教を行なったため、活動家たちが説教壇に駆け寄り、マイクを奪い、デイビッドの父親の家から出直すように求めた。ある活動家は「他人を裁くのは誰だ」と怒り、途中から乱闘が発生した。村人たちは説教者に味方し、村人たちはデイビッドを埋葬することを拒んだ。そこで、デイビットの友人や同僚が埋葬を引き受けた。喧嘩の後、その場を去った伝道師の代わりに、デイビッドと生前から親交のあったウガンダ聖公会のクリストファー・セニョンジョ主教がデイビッドの埋葬を執り行った。友人やカメラが見守る中、デイビッドは埋葬された。クリストファー・セニョンジョ主教は、反同性愛感情が強いウガンダで、キリスト教の聖職者としてLGBTの人々を擁護した人物として2006年に破門されている。2011年2月、セニョンジョはデイビッドの殺害を受けて、ローワン・ウィリアムズ大主教と英国聖公会に公開書簡を送り、同性愛者の迫害に反対するよう教会に呼びかけた。

### 反応と賛辞
ヒューマン・ライツ・ウォッチはこの殺人を非難し、アフリカ上級研究員のマリア・バーネットは「デビッド・カトーの死は人権コミュニティにとって悲劇的な損失だ」と付け加えた。アムネスティ・インターナショナルは、「デヴィッド・カトーの衝撃的な殺人に驚愕した」と述べ「彼の殺人に対する信頼できる公平な調査」を求めた。また、両者はウガンダ政府に対し、他の同性愛者の権利活動家を保護するよう要請した。
バラク・オバマ米国前大統領、ヒラリー・クリントン米国前国務長官と国務省、欧州連合もこの殺人事件を非難し、ウガンダ当局に対し犯罪を調査しホモフォビアやトランスフォビアに対して声を上げるよう促した。オバマは「この殺人事件を知って深く悲しんでいる。デイビッドはヘイトに対抗する多大なる勇気を示していた。彼は公正と自由の強力な擁護者だった」と述べた。
英国国教会のカンタベリー大主教ローワン・ウィリアムズは、英国国教会を代表して「（デイビッド・カトーの死のような）このような暴力は、世界中の英国国教会から一貫して非難されてきた。この出来事は英国政府にとって英国におけるLGBTの庇護希望者の安全を確保することがより一層急務であることを意味している。今こそ性的少数者に属する男女の命を危険にさらすような心の態度に対処すべき瞬間として非常に深刻に受け止めなくてはいけない」と述べた。
殺人事件への影響についてローリング・ストーンの編集者ジャイルズ・ムハメは「我々が同性愛者の絞首刑を呼びかけたのは、彼らが法的手続きを経た後という意味だった」と述べ、「冷酷に殺されることを要求したわけではない」と弁解した。しかし「記事に後悔はない。悪いことをしている人たちを暴いただけだ」とも述べている。
2011年7月30日にイギリスのヨークで開催されたゲイ・プライドでは、デイビッドを記念するイベントが行われた。ヨークセントラル議会のヒュー・ベイリー議員とヨーク市長により、1分間の黙祷が捧げられ、数百個のレインボーカラーの風船が彼を偲んで放たれた。
2014年、デイビッドはLGBTの歴史や人物を祝福する屋外ディスプレイであるイリノイ州シカゴのレガシーウォークに殿堂入りを果たした。
2021年6月16日、ヨーク大学は新しいカレッジの名前を「David Kato College」に決定した。ヨークキャンパスでアフリカ系の人物の名前を冠した初めてのカレッジとなる。

## ドキュメンタリー映画
デイビッドの生涯を描いたドキュメンタリー映画『Call Me Kuchu』は、米国の映画監督キャサリン・フェアファックス・ライトとマリカ・ズーハリ・ウォーラルによってインタビューされ、2012年2月11日のベルリン国際映画祭でプレミア上映された。『Call Me Kuchu』は日本国内でもボランティアによって字幕翻訳され、大学などで自主上映会が開催されている。『Call Me Kuchu』の映像を使った短編映画「They Will Say We Are Not Here」が、彼の一周忌にニューヨーク・タイムズ紙のウェブサイトに掲載された。ロジャー・ロス・ウィリアムズによる北米とウガンダのキリスト教伝道のつながりを探るドキュメンタリー『God Loves Uganda』（2013）は、ロジャーがデイビッドがなくなる直前に出会ったことにインスピレーションを受けて製作されている。